# 貿易経済安全保障局
貿易経済安全保障局（ぼうえきけいざいあんぜんほしょうきょく）は、経済産業省の内部部局の一つ。通商の振興、経済協力、貿易管理などを所管する。2001年1月6日の中央省庁再編に際して、旧貿易局を中心に、一部業務を旧通商政策局と再編し、貿易経済協力局として発足した。2024年7月1日、経済協力関係課を通商政策局に移設し、省内の経済安全保障施策の総合調整を担う経済安全保障政策課を新設するなどを行い貿易経済安全保障局に改編。

## 所掌業務
経済産業省組織令第6条では、以下の事務を貿易経済安全保障局の所掌事務と定めている。
1. 経済産業省の所掌事務のうち安全保障の確保に関する経済施策に関する総合的な政策の企画及び立案並びに推進に関すること。
2. 輸出及び輸入の増進、改善及び調整に関すること（通商政策局及びイノベーション・環境局の所掌に属するものを除く。）。
3. 輸出及び輸入に関する総合的な調査に関すること。
4. 通商に伴う外国為替の管理及び調整に関すること。
5. 条約に基づいて日本国に駐留する外国軍隊、日本国に在留する外国人及びこれらに類する者に対する物資の供給及び役務の提供に関すること（防衛省の所掌に属するものを除く。）。
6. 外国為替及び外国貿易法（昭和24年法律第228号）の規定による外国投資家の対内直接投資等、特定取得及び技術導入契約の締結等の規制に関すること。

## 組織
- 業務管理官室
- 経済安全保障政策調整官
- 総務課
- 参事官 (国際担当)
- 参事官（経済安全保障担当）
  - 経済安全保障国際室
  - 情報保全室
- 経済安全保障政策課
  - 情報調査室
  - 企画官
  - 技術調査・流出対策室
- 貿易管理部
  - 貿易管理課
  - 貿易審査課
  - 安全保障貿易管理課
  - 安全保障貿易審査課

## 歴代局長
| 氏名                 | 就任年月日       | 後職                                                | 備考             |
| 貿易経済協力局長     | 貿易経済協力局長 | 貿易経済協力局長                                    | 貿易経済協力局長 |
| -------------------- | ---------------- | --------------------------------------------------- | ---------------- |
| 北村俊昭             | 2002年7月30日    | 製造産業局長                                        |                  |
| 鈴木隆史             | 2003年7月11日    | 大臣官房長                                          |                  |
| 中嶋誠               | 2004年6月22日    | 特許庁長官                                          |                  |
| 石田徹               | 2005年9月6日     | 産業技術環境局長                                    |                  |
| 安達健祐             | 2007年7月10日    | 大臣官房長                                          |                  |
| 藤田昌宏             | 2008年7月11日    | 退官                                                |                  |
| 柴生田敦夫           | 2009年7月14日    | 財務省関税局長                                      |                  |
| 厚木進               | 2010年7月30日    | 退官                                                | 大蔵省出身       |
| 北川慎介             | 2012年9月14日    | 中小企業庁長官                                      |                  |
| 横尾英博             | 2013年6月28日    | 内閣官房内閣審議官 内閣官房知的財産戦略推進事務局長 |                  |
| 宗像直子             | 2014年7月4日     | 内閣総理大臣事務担当秘書官                          |                  |
| 寺沢達也             | 2015年7月31日    | 商務情報政策局長                                    |                  |
| 石川正樹             | 2017年7月5日     | 退官                                                |                  |
| 保坂伸               | 2019年7月5日     | 資源エネルギー庁長官                                |                  |
| 飯田陽一             | 2020年7月20日    | 内閣官房内閣審議官                                  |                  |
| 木村聡               | 2022年7月1日     | 内閣府政策統括官（経済財政運営担当）                |                  |
| 福永哲郎             | 2023年7月4日     | 貿易経済安全保障局長                                |                  |
| 貿易経済安全保障局長 |                  |                                                     |                  |
| 福永哲郎             | 2024年7月1日     |                                                     |                  |

- 平成22年の人事で、戦後初めて、財務省との局長級の人事交流が行われ、厚木進が局長に就任した[1]。
- 平成26年の人事で、経済産業省初の女性局長として、宗像直子が就任した[2]。